# Near Dark
Near Dark (br: Quando Chega a Escuridão; pt: Depois do Anoitecer) é um filme estadunidense de terror de 1987, dirigido por Kathryn Bigelow.

## Sinopse
Caleb Colton (Adrian Pasdar), rapaz de uma pequena cidade do estado de Oklahoma,  é levado pela vampira Mae (Jenny Wright) a conhecer um grupo de mortos-vivos que vaga pelas noites cometendo roubos e assassinatos, sempre à procura de sangue humano. Para fazer parte do grupo, deverá passar por um arriscado teste de iniciação.

## Elenco
- Adrian Pasdar .... Caleb Colton
- Jenny Wright .... Mae
- Lance Henriksen .... Jesse Hooker
- Bill Paxton .... Severen
- Jenette Goldstein .... Diamonback
- Tim Thomerson .... Loy Colton
- Joshua Miller .... Homer
- Marcie Leeds .... Sarah Colton